# New Firm
Il termine New Firm indica l'accesa rivalità calcistica tra Aberdeen e Dundee United, due squadre scozzesi con base sulla costa orientale. Il termine New Firm è stato coniato negli anni '80, periodo in cui entrambe le squadre hanno vinto gran parte dei loro trofei, in contrapposizione all'Old Firm, il derby di Glasgow tra Celtic e Rangers, ovvero le due squadre che da sempre monopolizzano il calcio scozzese.

## Derby disputati
Al 17 maggio 2025 le due squadre si sono affrontate 254 volte.
| Stagione  | Data       | Partita                      | Competizione              |
| --------- | ---------- | ---------------------------- | ------------------------- |
| 1925-1926 | 1925       | Aberdeen - Dundee United 1-0 | Scottish Division One     |
| 1925-1926 | 1926       | Dundee United - Aberdeen 2-0 | Scottish Division One     |
| 1926-1927 | 1926       | Aberdeen - Dundee United 2-2 | Scottish Division One     |
| 1926-1927 | 1927       | Dundee United - Aberdeen 2-2 | Scottish Division One     |
| 1929-1930 | 1929       | Dundee United - Aberdeen 2-4 | Scottish Division One     |
| 1929-1930 | 1930       | Aberdeen - Dundee United 2-2 | Scottish Division One     |
| 1931-1932 | 1931       | Dundee United - Aberdeen 0-4 | Scottish Division One     |
| 1931-1932 | 1932       | Aberdeen - Dundee United 5-2 | Scottish Division One     |
| 1951-1952 | 23/02/1952 | Dundee United - Aberdeen 2-2 | Scottish Cup              |
| 1951-1952 | 27/02/1952 | Aberdeen - Dundee United 3-2 | Scottish Cup              |
| 1960-1961 | 1960       | Aberdeen - Dundee United 1-3 | Scottish Division One     |
| 1960-1961 | 1961       | Dundee United - Aberdeen 3-3 | Scottish Division One     |
| 1961-1962 | 19/08/1961 | Dundee United - Aberdeen 5-3 | Scottish League Cup       |
| 1961-1962 | 02/09/1961 | Aberdeen - Dundee United 2-2 | Scottish League Cup       |
| 1961-1962 | 1961       | Aberdeen - Dundee United 1-3 | Scottish Division One     |
| 1961-1962 | 1962       | Dundee United - Aberdeen 2-2 | Scottish Division One     |
| 1962-1963 | 1962       | Dundee United - Aberdeen 3-3 | Scottish Division One     |
| 1962-1963 | 1963       | Aberdeen - Dundee United 1-2 | Scottish Division One     |
| 1963-1964 | 10/08/1963 | Dundee United - Aberdeen 1-1 | Scottish League Cup       |
| 1963-1964 | 24/08/1963 | Aberdeen - Dundee United 2-0 | Scottish League Cup       |
| 1963-1964 | 1963       | Dundee United - Aberdeen 1-2 | Scottish Division One     |
| 1963-1964 | 1964       | Aberdeen - Dundee United 0-0 | Scottish Division One     |
| 1964-1965 | 1964       | Dundee United - Aberdeen 0-3 | Scottish Division One     |
| 1964-1965 | 1965       | Aberdeen - Dundee United 1-0 | Scottish Division One     |
| 1965-1966 | 1965       | Aberdeen - Dundee United 0-0 | Scottish Division One     |
| 1965-1966 | 1966       | Dundee United - Aberdeen 3-0 | Scottish Division One     |
| 1965-1966 | 23/02/1966 | Aberdeen - Dundee United 5-0 | Scottish Cup              |
| 1966-1967 | 20/08/1966 | Aberdeen - Dundee United 4-1 | Scottish League Cup       |
| 1966-1967 | 03/09/1966 | Dundee United - Aberdeen 3-4 | Scottish League Cup       |
| 1966-1967 | 1966       | Dundee United - Aberdeen 1-3 | Scottish Division One     |
| 1966-1967 | 1967       | Aberdeen - Dundee United 0-1 | Scottish Division One     |
| 1966-1967 | 01/04/1967 | Aberdeen - Dundee United 1-0 | Scottish Cup              |
| 1967-1968 | 16/08/1967 | Dundee United - Aberdeen 5-0 | Scottish League Cup       |
| 1967-1968 | 30/08/1967 | Aberdeen - Dundee United 2-2 | Scottish League Cup       |
| 1967-1968 | 1967       | Dundee United - Aberdeen 2-3 | Scottish Division One     |
| 1967-1968 | 1968       | Aberdeen - Dundee United 6-0 | Scottish Division One     |
| 1968-1969 | 17/08/1968 | Aberdeen - Dundee United 4-1 | Scottish League Cup       |
| 1968-1969 | 31/08/1967 | Dundee United - Aberdeen 1-0 | Scottish League Cup       |
| 1968-1969 | 1968       | Dundee United - Aberdeen 1-4 | Scottish Division One     |
| 1968-1969 | 1969       | Aberdeen - Dundee United 0-1 | Scottish Division One     |
| 1969-1970 | 1969       | Aberdeen - Dundee United 0-0 | Scottish Division One     |
| 1969-1970 | 1970       | Dundee United - Aberdeen 2-0 | Scottish Division One     |
| 1970-1971 | 1970       | Dundee United - Aberdeen 0-2 | Scottish Division One     |
| 1970-1971 | 1971       | Aberdeen - Dundee United 4-0 | Scottish Division One     |
| 1970-1971 | 13/02/1971 | Dundee United - Aberdeen 1-1 | Scottish Cup              |
| 1970-1971 | 17/02/1971 | Aberdeen - Dundee United 2-0 | Scottish Cup              |
| 1971-1972 | 1971       | Aberdeen - Dundee United 3-0 | Scottish Division One     |
| 1971-1972 | 1972       | Dundee United - Aberdeen 2-0 | Scottish Division One     |
| 1971-1972 | 05/02/1972 | Dundee United - Aberdeen 0-4 | Scottish Cup              |
| 1972-1973 | 1972       | Dundee United - Aberdeen 3-2 | Scottish Division One     |
| 1972-1973 | 1973       | Aberdeen - Dundee United 0-0 | Scottish Division One     |
| 1973-1974 | 15/08/1973 | Dundee United - Aberdeen 0-0 | Scottish League Cup       |
| 1973-1974 | 22/08/1973 | Aberdeen - Dundee United 0-2 | Scottish League Cup       |
| 1973-1974 | 1973       | Dundee United - Aberdeen 0-3 | Scottish Division One     |
| 1973-1974 | 1974       | Aberdeen - Dundee United 3-1 | Scottish Division One     |
| 1974-1975 | 1974       | Aberdeen - Dundee United 2-0 | Scottish Division One     |
| 1974-1975 | 1975       | Dundee United - Aberdeen 4-0 | Scottish Division One     |
| 1974-1975 | 19/02/1975 | Dundee United - Aberdeen 0-1 | Scottish Cup              |
| 1975-1976 | 1975       | Aberdeen - Dundee United 1-3 | Scottish Premier Division |
| 1975-1976 | 1975       | Dundee United - Aberdeen 1-2 | Scottish Premier Division |
| 1975-1976 | 1976       | Aberdeen - Dundee United 5-3 | Scottish Premier Division |
| 1975-1976 | 1976       | Dundee United - Aberdeen 1-0 | Scottish Premier Division |
| 1976-1977 | 1976       | Dundee United - Aberdeen 2-3 | Scottish Premier Division |
| 1976-1977 | 1976       | Aberdeen - Dundee United 3-2 | Scottish Premier Division |
| 1976-1977 | 1977       | Dundee United - Aberdeen 3-2 | Scottish Premier Division |
| 1976-1977 | 1977       | Aberdeen - Dundee United 0-1 | Scottish Premier Division |
| 1977-1978 | 1977       | Dundee United - Aberdeen 0-1 | Scottish Premier Division |
| 1977-1978 | 1977       | Aberdeen - Dundee United 1-0 | Scottish Premier Division |
| 1977-1978 | 1978       | Dundee United - Aberdeen 0-0 | Scottish Premier Division |
| 1977-1978 | 1978       | Aberdeen - Dundee United 0-0 | Scottish Premier Division |
| 1978-1979 | 1978       | Aberdeen - Dundee United 0-2 | Scottish Premier Division |
| 1978-1979 | 1978       | Dundee United - Aberdeen 2-2 | Scottish Premier Division |
| 1978-1979 | 1979       | Aberdeen - Dundee United 1-0 | Scottish Premier Division |
| 1978-1979 | 1979       | Dundee United - Aberdeen 1-1 | Scottish Premier Division |
| 1979-1980 | 1979       | Aberdeen - Dundee United 0-3 | Scottish Premier Division |
| 1979-1980 | 1979       | Dundee United - Aberdeen 1-3 | Scottish Premier Division |
| 1979-1980 | 08/12/1979 | Dundee United - Aberdeen 0-0 | Scottish League Cup       |
| 1979-1980 | 12/12/1979 | Dundee United - Aberdeen 3-0 | Scottish League Cup       |
| 1979-1980 | 1980       | Aberdeen - Dundee United 2-1 | Scottish Premier Division |
| 1979-1980 | 1980       | Dundee United - Aberdeen 1-1 | Scottish Premier Division |
| 1980-1981 | 1980       | Dundee United - Aberdeen 1-3 | Scottish Premier Division |
| 1980-1981 | 1980       | Aberdeen - Dundee United 1-1 | Scottish Premier Division |
| 1980-1981 | 1981       | Dundee United - Aberdeen 0-0 | Scottish Premier Division |
| 1980-1981 | 1981       | Aberdeen - Dundee United 1-1 | Scottish Premier Division |
| 1981-1982 | 07/10/1981 | Dundee United - Aberdeen 0-1 | Scottish League Cup       |
| 1981-1982 | 28/10/1981 | Aberdeen - Dundee United 0-3 | Scottish League Cup       |
| 1981-1982 | 1981       | Dundee United - Aberdeen 1-2 | Scottish Premier Division |
| 1981-1982 | 1981       | Aberdeen - Dundee United 2-1 | Scottish Premier Division |
| 1981-1982 | 1982       | Dundee United - Aberdeen 4-1 | Scottish Premier Division |
| 1981-1982 | 1982       | Aberdeen - Dundee United 1-1 | Scottish Premier Division |
| 1982-1983 | 22/09/1982 | Aberdeen - Dundee United 1-3 | Scottish League Cup       |
| 1982-1983 | 06/10/1982 | Dundee United - Aberdeen 1-0 | Scottish League Cup       |
| 1982-1983 | 1982       | Dundee United - Aberdeen 0-3 | Scottish Premier Division |
| 1982-1983 | 1982       | Aberdeen - Dundee United 1-2 | Scottish Premier Division |
| 1982-1983 | 1983       | Dundee United - Aberdeen 2-0 | Scottish Premier Division |
| 1982-1983 | 1983       | Aberdeen - Dundee United 5-1 | Scottish Premier Division |
| 1983-1984 | 1983       | Aberdeen - Dundee United 1-2 | Scottish Premier Division |
| 1983-1984 | 1983       | Dundee United - Aberdeen 0-2 | Scottish Premier Division |
| 1983-1984 | 1984       | Aberdeen - Dundee United 5-1 | Scottish Premier Division |
| 1983-1984 | 1984       | Dundee United - Aberdeen 0-0 | Scottish Premier Division |
| 1983-1984 | 17/03/1984 | Aberdeen - Dundee United 0-0 | Scottish Cup              |
| 1983-1984 | 28/03/1984 | Dundee United - Aberdeen 0-1 | Scottish Cup              |
| 1984-1985 | 1984       | Aberdeen - Dundee United 4-2 | Scottish Premier Division |
| 1984-1985 | 1984       | Dundee United - Aberdeen 0-2 | Scottish Premier Division |
| 1984-1985 | 1985       | Aberdeen - Dundee United 0-1 | Scottish Premier Division |
| 1984-1985 | 1985       | Dundee United - Aberdeen 2-1 | Scottish Premier Division |
| 1984-1985 | 13/04/1985 | Aberdeen - Dundee United 0-0 | Scottish Cup              |
| 1984-1985 | 17/04/1985 | Aberdeen - Dundee United 1-2 | Scottish Cup              |
| 1985-1986 | 25/09/1985 | Dundee United - Aberdeen 0-1 | Scottish League Cup       |
| 1985-1986 | 09/10/1985 | Aberdeen - Dundee United 1-0 | Scottish League Cup       |
| 1985-1986 | 1985       | Aberdeen - Dundee United 3-2 | Scottish Premier Division |
| 1985-1986 | 1985       | Dundee United - Aberdeen 2-1 | Scottish Premier Division |
| 1985-1986 | 1986       | Aberdeen - Dundee United 0-1 | Scottish Premier Division |
| 1985-1986 | 1986       | Dundee United - Aberdeen 1-1 | Scottish Premier Division |
| 1986-1987 | 1986       | Aberdeen - Dundee United 0-1 | Scottish Premier Division |
| 1986-1987 | 1986       | Dundee United - Aberdeen 2-1 | Scottish Premier Division |
| 1986-1987 | 1987       | Aberdeen - Dundee United 2-0 | Scottish Premier Division |
| 1986-1987 | 1987       | Dundee United - Aberdeen 0-0 | Scottish Premier Division |
| 1987-1988 | 1987       | Dundee United - Aberdeen 0-2 | Scottish Premier Division |
| 1987-1988 | 1987       | Aberdeen - Dundee United 1-1 | Scottish Premier Division |
| 1987-1988 | 1988       | Dundee United - Aberdeen 0-0 | Scottish Premier Division |
| 1987-1988 | 1988       | Aberdeen - Dundee United 0-0 | Scottish Premier Division |
| 1987-1988 | 09/04/1988 | Aberdeen - Dundee United 0-0 | Scottish Cup              |
| 1987-1988 | 13/04/1988 | Aberdeen - Dundee United 1-1 | Scottish Cup              |
| 1987-1988 | 20/04/1988 | Aberdeen - Dundee United 0-1 | Scottish Cup              |
| 1988-1989 | 20/09/1988 | Aberdeen - Dundee United 2-0 | Scottish League Cup       |
| 1988-1989 | 1988       | Dundee United - Aberdeen 2-2 | Scottish Premier Division |
| 1988-1989 | 1988       | Aberdeen - Dundee United 1-1 | Scottish Premier Division |
| 1988-1989 | 1989       | Dundee United - Aberdeen 1-1 | Scottish Premier Division |
| 1988-1989 | 1989       | Aberdeen - Dundee United 1-0 | Scottish Premier Division |
| 1988-1989 | 18/02/1989 | Aberdeen - Dundee United 1-1 | Scottish Cup              |
| 1988-1989 | 22/02/1989 | Dundee United - Aberdeen 1-1 | Scottish Cup              |
| 1988-1989 | 27/02/1989 | Dundee United - Aberdeen 1-0 | Scottish Cup              |
| 1989-1990 | 1989       | Dundee United - Aberdeen 1-1 | Scottish Premier Division |
| 1989-1990 | 1989       | Aberdeen - Dundee United 2-0 | Scottish Premier Division |
| 1989-1990 | 1990       | Dundee United - Aberdeen 2-0 | Scottish Premier Division |
| 1989-1990 | 1990       | Aberdeen - Dundee United 1-0 | Scottish Premier Division |
| 1989-1990 | 14/04/1990 | Aberdeen - Dundee United 4-0 | Scottish Cup              |
| 1990-1991 | 1990       | Dundee United - Aberdeen 2-3 | Scottish Premier Division |
| 1990-1991 | 1990       | Aberdeen - Dundee United 1-1 | Scottish Premier Division |
| 1990-1991 | 1991       | Dundee United - Aberdeen 1-2 | Scottish Premier Division |
| 1990-1991 | 1991       | Aberdeen - Dundee United 0-1 | Scottish Premier Division |
| 1991-1992 | 1991       | Aberdeen - Dundee United 0-2 | Scottish Premier Division |
| 1991-1992 | 1991       | Dundee United - Aberdeen 4-0 | Scottish Premier Division |
| 1991-1992 | 1992       | Aberdeen - Dundee United 0-1 | Scottish Premier Division |
| 1991-1992 | 1992       | Dundee United - Aberdeen 0-0 | Scottish Premier Division |
| 1992-1993 | 1992       | Dundee United - Aberdeen 1-4 | Scottish Premier Division |
| 1992-1993 | 1992       | Aberdeen - Dundee United 0-1 | Scottish Premier Division |
| 1992-1993 | 1993       | Dundee United - Aberdeen 2-2 | Scottish Premier Division |
| 1992-1993 | 1993       | Aberdeen - Dundee United 0-0 | Scottish Premier Division |
| 1992-1993 | 07/02/1993 | Aberdeen - Dundee United 2-0 | Scottish Cup              |
| 1993-1994 | 1993       | Dundee United - Aberdeen 1-1 | Scottish Premier Division |
| 1993-1994 | 1993       | Aberdeen - Dundee United 2-0 | Scottish Premier Division |
| 1993-1994 | 27/12/1993 | Dundee United - Aberdeen 0-1 | Scottish Premier Division |
| 1993-1994 | 26/03/1994 | Aberdeen - Dundee United 1-0 | Scottish Premier Division |
| 1993-1994 | 09/04/1994 | Aberdeen - Dundee United 1-1 | Scottish Cup              |
| 1993-1994 | 12/04/1994 | Dundee United - Aberdeen 1-0 | Scottish Cup              |
| 1994-1995 | 27/08/1994 | Dundee United - Aberdeen 2-1 | Scottish Premier Division |
| 1994-1995 | 29/10/1994 | Aberdeen - Dundee United 3-0 | Scottish Premier Division |
| 1994-1995 | 02/01/1995 | Dundee United - Aberdeen 0-0 | Scottish Premier Division |
| 1994-1995 | 06/05/1995 | Aberdeen - Dundee United 2-1 | Scottish Premier Division |
| 1996-1997 | 28/09/1996 | Dundee United - Aberdeen 1-0 | Scottish Premier Division |
| 1996-1997 | 16/11/1996 | Aberdeen - Dundee United 3-3 | Scottish Premier Division |
| 1996-1997 | 01/01/1997 | Dundee United - Aberdeen 4-0 | Scottish Premier Division |
| 1996-1997 | 15/03/1997 | Aberdeen - Dundee United 1-1 | Scottish Premier Division |
| 1997-1998 | 30/08/1997 | Aberdeen - Dundee United 1-1 | Scottish Premier Division |
| 1997-1998 | 15/10/1997 | Aberdeen - Dundee United 1-3 | Scottish League Cup       |
| 1997-1998 | 09/11/1997 | Dundee United - Aberdeen 5-0 | Scottish Premier Division |
| 1997-1998 | 03/01/1998 | Aberdeen - Dundee United 1-0 | Scottish Premier Division |
| 1997-1998 | 24/01/1998 | Dundee United - Aberdeen 1-0 | Scottish Cup              |
| 1997-1998 | 11/04/1998 | Dundee United - Aberdeen 0-0 | Scottish Premier Division |
| 1998-1999 | 04/10/1998 | Dundee United - Aberdeen 1-0 | Scottish Premier League   |
| 1998-1999 | 28/11/1998 | Aberdeen - Dundee United 0-3 | Scottish Premier League   |
| 1998-1999 | 20/02/1999 | Dundee United - Aberdeen 3-0 | Scottish Premier League   |
| 1998-1999 | 17/04/1999 | Aberdeen - Dundee United 0-4 | Scottish Premier League   |
| 1999-2000 | 18/09/1999 | Aberdeen - Dundee United 1-2 | Scottish Premier League   |
| 1999-2000 | 06/11/1999 | Dundee United - Aberdeen 3-1 | Scottish Premier League   |
| 1999-2000 | 27/12/1999 | Aberdeen - Dundee United 3-1 | Scottish Premier League   |
| 1999-2000 | 13/02/2000 | Aberdeen - Dundee United 1-0 | Scottish League Cup       |
| 1999-2000 | 12/03/2000 | Dundee United - Aberdeen 0-1 | Scottish Cup              |
| 1999-2000 | 25/03/2000 | Dundee United - Aberdeen 1-1 | Scottish Premier League   |
| 2000-2001 | 23/09/2000 | Dundee United - Aberdeen 3-5 | Scottish Premier League   |
| 2000-2001 | 17/03/2001 | Dundee United - Aberdeen 1-1 | Scottish Premier League   |
| 2000-2001 | 04/04/2001 | Aberdeen - Dundee United 4-1 | Scottish Premier League   |
| 2000-2001 | 20/05/2001 | Aberdeen - Dundee United 1-2 | Scottish Premier League   |
| 2001-2002 | 15/09/2001 | Aberdeen - Dundee United 2-1 | Scottish Premier League   |
| 2001-2002 | 15/12/2001 | Dundee United - Aberdeen 1-1 | Scottish Premier League   |
| 2001-2002 | 16/02/2002 | Aberdeen - Dundee United 4-0 | Scottish Premier League   |
| 2002-2003 | 11/09/2002 | Aberdeen - Dundee United 1-2 | Scottish Premier League   |
| 2002-2003 | 30/11/2002 | Dundee United - Aberdeen 1-1 | Scottish Premier League   |
| 2002-2003 | 16/02/2003 | Aberdeen - Dundee United 3-0 | Scottish Premier League   |
| 2002-2003 | 24/03/2003 | Dundee United - Aberdeen 0-2 | Scottish Premier League   |
| 2003-2004 | 18/10/2003 | Aberdeen - Dundee United 0-1 | Scottish Premier League   |
| 2003-2004 | 17/01/2004 | Dundee United - Aberdeen 3-2 | Scottish Premier League   |
| 2003-2004 | 03/04/2004 | Aberdeen - Dundee United 3-0 | Scottish Premier League   |
| 2004-2005 | 11/09/2004 | Dundee United - Aberdeen 1-1 | Scottish Premier League   |
| 2004-2005 | 27/11/2004 | Aberdeen - Dundee United 1-0 | Scottish Premier League   |
| 2004-2005 | 27/02/2005 | Dundee United - Aberdeen 4-1 | Scottish Cup              |
| 2004-2005 | 02/03/2005 | Dundee United - Aberdeen 1-2 | Scottish Premier League   |
| 2005-2006 | 30/07/2005 | Dundee United - Aberdeen 1-1 | Scottish Premier League   |
| 2005-2006 | 25/10/2005 | Aberdeen - Dundee United 2-0 | Scottish Premier League   |
| 2005-2006 | 07/01/2006 | Dundee United - Aberdeen 2-3 | Scottish Cup              |
| 2005-2006 | 21/01/2006 | Dundee United - Aberdeen 1-1 | Scottish Premier League   |
| 2006-2007 | 21/10/2006 | Aberdeen - Dundee United 3-1 | Scottish Premier League   |
| 2006-2007 | 30/12/2006 | Dundee United - Aberdeen 3-1 | Scottish Premier League   |
| 2006-2007 | 07/04/2007 | Aberdeen - Dundee United 2-4 | Scottish Premier League   |
| 2007-2008 | 04/08/2007 | Dundee United - Aberdeen 1-0 | Scottish Premier League   |
| 2007-2008 | 03/11/2007 | Aberdeen - Dundee United 2-0 | Scottish Premier League   |
| 2007-2008 | 19/01/2008 | Dundee United - Aberdeen 3-0 | Scottish Premier League   |
| 2007-2008 | 05/02/2008 | Aberdeen - Dundee United 1-4 | Scottish League Cup       |
| 2007-2008 | 03/05/2008 | Aberdeen - Dundee United 2-1 | Scottish Premier League   |
| 2008-2009 | 20/09/2008 | Aberdeen - Dundee United 0-1 | Scottish Premier League   |
| 2008-2009 | 08/11/2008 | Dundee United - Aberdeen 2-1 | Scottish Premier League   |
| 2008-2009 | 21/02/2009 | Aberdeen - Dundee United 2-2 | Scottish Premier League   |
| 2008-2009 | 07/05/2009 | Dundee United - Aberdeen 1-1 | Scottish Premier League   |
| 2009-2010 | 24/10/2009 | Aberdeen - Dundee United 0-2 | Scottish Premier League   |
| 2009-2010 | 02/01/2010 | Dundee United - Aberdeen 0-1 | Scottish Premier League   |
| 2009-2010 | 20/03/2010 | Aberdeen - Dundee United 2-2 | Scottish Premier League   |
| 2010-2011 | 11/09/2010 | Dundee United - Aberdeen 3-1 | Scottish Premier League   |
| 2010-2011 | 01/01/2011 | Aberdeen - Dundee United 1-1 | Scottish Premier League   |
| 2010-2011 | 07/03/2011 | Dundee United - Aberdeen 3-1 | Scottish Premier League   |
| 2011-2012 | 15/10/2011 | Aberdeen - Dundee United 3-1 | Scottish Premier League   |
| 2011-2012 | 02/01/2012 | Dundee United - Aberdeen 1-2 | Scottish Premier League   |
| 2011-2012 | 07/04/2012 | Aberdeen - Dundee United 3-1 | Scottish Premier League   |
| 2012-2013 | 20/10/2012 | Dundee United - Aberdeen 1-1 | Scottish Premier League   |
| 2012-2013 | 02/01/2013 | Aberdeen - Dundee United 2-2 | Scottish Premier League   |
| 2012-2013 | 06/04/2013 | Dundee United - Aberdeen 1-0 | Scottish Premier League   |
| 2013-2014 | 19/10/2013 | Aberdeen - Dundee United 1-0 | Scottish Premiership      |
| 2013-2014 | 01/01/2014 | Dundee United - Aberdeen 1-2 | Scottish Premiership      |
| 2013-2014 | 29/03/2014 | Aberdeen - Dundee United 1-1 | Scottish Premiership      |
| 2013-2014 | 06/05/2014 | Dundee United - Aberdeen 1-3 | Scottish Premiership      |
| 2014-2015 | 10/08/2014 | Aberdeen - Dundee United 0-3 | Scottish Premiership      |
| 2014-2015 | 13/12/2014 | Dundee United - Aberdeen 0-2 | Scottish Premiership      |
| 2014-2015 | 31/01/2015 | Dundee United - Aberdeen 2-1 | Scottish League Cup       |
| 2014-2015 | 18/04/2015 | Aberdeen - Dundee United 1-0 | Scottish Premiership      |
| 2014-2015 | 02/05/2015 | Dundee United - Aberdeen 1-0 | Scottish Premiership      |
| 2015-2016 | 02/08/2015 | Dundee United - Aberdeen 0-1 | Scottish Premiership      |
| 2015-2016 | 07/11/2015 | Aberdeen - Dundee United 2-0 | Scottish Premiership      |
| 2015-2016 | 02/03/2016 | Dundee United - Aberdeen 0-1 | Scottish Premiership      |
| 2017-2018 | 11/02/2018 | Aberdeen - Dundee United 4-2 | Scottish Cup              |
| 2020-2021 | 17/10/2020 | Dundee United - Aberdeen 0-0 | Scottish Premiership      |
| 2020-2021 | 02/01/2021 | Aberdeen - Dundee United 0-0 | Scottish Premiership      |
| 2020-2021 | 20/03/2021 | Dundee United - Aberdeen 1-0 | Scottish Premiership      |
| 2020-2021 | 25/04/2021 | Aberdeen - Dundee United 0-3 | Scottish Cup              |
| 2021-2022 | 01/08/2021 | Aberdeen - Dundee United 2-0 | Scottish Premiership      |
| 2021-2022 | 20/11/2021 | Dundee United - Aberdeen 1-0 | Scottish Premiership      |
| 2021-2022 | 27/02/2022 | Aberdeen - Dundee United 1-1 | Scottish Premiership      |
| 2022-2023 | 08/10/2022 | Dundee United - Aberdeen 4-0 | Scottish Premiership      |
| 2022-2023 | 12/11/2022 | Aberdeen - Dundee United 1-0 | Scottish Premiership      |
| 2022-2023 | 04/03/2023 | Dundee United - Aberdeen 1-3 | Scottish Premiership      |
| 2024-2025 | 26/10/2024 | Aberdeen - Dundee United 1-0 | Scottish Premiership      |
| 2024-2025 | 29/12/2024 | Dundee United - Aberdeen 1-0 | Scottish Premiership      |
| 2024-2025 | 02/03/2025 | Aberdeen - Dundee United 2-2 | Scottish Premiership      |
| 2024-2025 | 17/05/2025 | Dundee United - Aberdeen 2-1 | Scottish Premiership      |

La seguente tabella contiene tutti i dati riguardanti gli scontri diretti tra le due squadre in partite ufficiali.
|                      | Vittorie Aberdeen | Pareggi | Vittorie Dundee Utd | Partite totali |
| Scottish Premiership | 80                | 57      | 64                  | 201            |
| Scottish Cup         | 12                | 9       | 7                   | 28             |
| Scottish League Cup  | 9                 | 5       | 11                  | 25             |
| Totale               | 101               | 71      | 82                  | 254            |